# Mittelangeln (Gemeinde)
Mittelangeln település Németországban, Schleswig-Holstein tartományban. Lakosainak száma 5447 fő (2023. december 31.). Mittelangeln Ausacker, Mohrkirch és Sörup községekkel határos.

## Népesség
A település népességének változása:
| Lakosok száma | 9858 | 5172 | 5167 | 5337 | 5401 | 5447 |
|               | 2015 | 2017 | 2019 | 2021 | 2022 | 2023 |